# دمیترو پاولیش
دمیترو پاولیش (اوکراینی: Дмитро Васильович Павліш؛ زادهٔ ۳۰ سپتامبر ۱۹۹۹) بازیکن فوتبال اهل اوکراین است.